# Hallgeir Brenden
Hallgeir Brenden, né le 10 février 1929 à Trysil et mort le 21 septembre 2007 à Lillehammer, est un fondeur norvégien, double champion olympique et gagnant de la Médaille Holmenkollen.

## Biographie
Licencié au club de sa ville natale, le Vestre Trysil IL, il obtient ses premiers résultats significatifs internationaux aux Jeux olympiques d'hiver de 1952 à Oslo, où il remporte la médaille d'or au dix-huit kilomètres et celle d'argent au relais. En 1953, il est troisième des Jeux du ski de Lahti au dix-huit kilomètres. Son prochain podium majeur intervient trois ans plus tard aux Jeux olympiques de Cortina d'Ampezzo, où il gagne son deuxième titre avec un sacre sur le quinze kilomètres, devenant le premier à conserver son titre sur l'épreuve de courte distance. La même année, il gagne cette distance au Festival de ski d'Holmenkollen. Il y est troisième du cinquante kilomètres deux ans plus tard.
Aux Jeux olympiques d'hiver de 1960, il remporte sa quatrième médaille, la deuxième en argent sur le relais. En 1962, il est de nouveau vainqueur du quinze kilomètres à Holmenkollen. Il cumule à la fin de sa carrière sportive douze titres de champion de Norvège.
Même si les Jeux olympiques d'hiver comptent comme championnats du monde en ski de fond, Brenden ne remporte aucune médaille dans les Championnats du monde à proprement parler.
En raison de ses bonnes performances en athlétisme (deux fois champion de Norvège du 3 000 mètres steeple), il reçoit le Prix Egebergs Ærespris en 1952.
Ses autres prix sont la Médaille d'or du Morgenbladet en 1952, la Médaille Holmenkollen en 1955 et le Prix Fearnley en 1956.

## Palmarès

### Jeux olympiques
| Épreuve / Édition | Oslo 1952 | Cortina d'Ampezzo 1956 | Squaw Valley 1960 |
| 15 km             |           | Or                     | 12e               |
| 18 km             | Or        |                        |                   |
| 30 km             |           | 14e                    | 9e                |
| 50 km             |           |                        | 9e                |
| 4 x 10 km         | Argent    | 4e                     | Argent            |